# Ilha Three Hummock

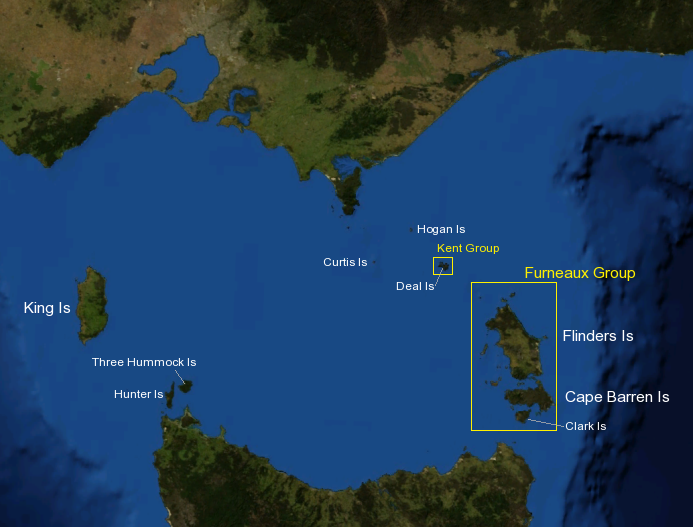
Mapa das ilhas do estreito de Bass

A ilha Three Hummock é uma ilha que fica no estreito de Bass, no sudeste da Austrália. Tem uma área de 70 km2 e o seu ponto mais alto fica a 237 m acima do nível do mar.
A ilha faz parte do arquipélago de ilhas Hunter, que fica entre o noroeste da Tasmânia e a ilha King. Recebeu seu nome por causa de suas três colinas mais proeminentes: North, Middle e South Hummock, esta última sendo a mais alta.
Em 1852 foi visitada por Giuseppe Garibaldi, que viajava pelo Pacífico, como capitão do navio mercante Carmen.